# Dwayne Johnson
Dwayne Douglas Johnson (Hayward (Californië), 2 mei 1972), ook bekend als The Rock, is een Amerikaans acteur, ondernemer en professioneel worstelaar die sinds 2011, tegenwoordig parttime, actief is in de World Wrestling Entertainment. Hij wordt beschouwd als een van de grootste professioneel worstelaars aller tijden. Johnson was integraal onderdeel van de ontwikkeling en het succes van de World Wrestling Federation (WWF, nu WWE) tijdens de Attitude Era, een bloeiperiode in de industrie eind jaren negentig en begin jaren 2000.
Naast het worstelen is Johnson acteur en zakenman. Zijn films hebben in Noord-Amerika ruim 3,5 miljard dollar opgebracht en wereldwijd ruim 10,5 miljard dollar. Hij is mede-eigenaar van de United Football League (UFL), een Americanfootballcompetitie. Hij is ook lid van de raad van bestuur van TKO Group Holdings, het moederbedrijf van de UFC en WWE.
Tijdens zijn periode in de WWE won Johnson zeventien kampioenschappen waaronder tien keer het World Heavyweight Championship ("wereldtitels"), met name acht keer het WWF/E Championship en twee keer het voormalige WCW World Heavyweight Championship. Johnson is voorts tweevoudig WWF Intercontinental Champion, vijfvoudig WWF World Tag Team Champion, was de zesde WWF/E Triple Crown Champion en won in 2000 de Royal Rumble. Johnson was laatst actief als professioneel worstelaar in april 2013, maar verloor van John Cena bij het evenement WrestleMania 29.
Johnsons eerste filmhoofdrol was in The Scorpion King in 2002. Voor deze film kreeg hij het hoogste salaris voor een acteur in zijn eerste hoofdrol: 5,5 miljoen dollar. Johnson werd vanaf 2011 bij een breder publiek bekend door zijn rol als Hobbs in de franchise The Fast and the Furious.

## Jeugdjaren
In zijn jeugdjaren was Johnson een footballspeler op zijn school. In 1991 was hij lid van het nationale kampioenschapsteam van de University of Miami. Hij speelde later voor de "Calgary Stampeders" in de Canadian Football League, maar brak niet door. In 1995 was Johnson twee maanden uitgeschakeld met een blessure. Hij besloot professioneel worstelaar te worden zoals zijn grootvader, Peter Maivia, en zijn vader, Rocky Johnson.

## Professionele worstelcarrière

### Training (1995–1996)
Johnsons vader, grootvader en verscheidene leden van Johnsons familie, zoals zijn ooms Afa en Sika Anoa'i (de Wild Samoans) en zijn neven Afa Jr., Rodney Anoa'i (Yokozuna), Solofa Fatu (Rikishi), Matt Anoa'i (Rosey), Leati Anoa'i (Roman Reigns), Jonathan en Joshua Fatu (The Uso's) en Edward Fatu (Umaga) zijn of waren huidige en voormalige professionele worstelaars. Toen hij zich had voorgenomen lid te worden van het familiebedrijf verzette zijn vader zich ertegen, maar zei wel toe om zijn zoon op te leiden.
Met de hulp van de ervaren professionele worstelaar Pat Patterson worstelde Johnson in 1996 meerdere oefenwedstrijden in de WWF. Onder zijn echte naam versloeg hij The Brooklyn Brawler bij een live-evenement (jargon: house show) en verloor daarna van Chris Candido en Owen Hart. Onder de indruk van zijn talent en charisma werd Johnson benaderd door WWF en tekende een contract voor onbepaalde duur. Daarvoor was Johnson actief in 'United States Wrestling Association', waar hij onder de ringnaam Flex Kavana actief was. Hij nam het onder meer op tegen Jerry Lawler. In de zomer van 1996 won hij samen met Bart Sawyer twee keer het 'USWA World Tag Team Championship'.

### World Wrestling Federation/Entertainment

#### Debuut (1996-1997)
In 1996 maakte Johnson zijn debuut als Rocky Maivia, een ringnaam die een combinatie was van de ringnamen van zijn vader en grootvader. Johnson stond aanvankelijk terughoudend tegenover deze naam maar werd alsnog door Vince McMahon en Jim Ross overgehaald om met die naam door te gaan. Johnson werd de eerste profworstelaar van de derde generatie die voor de WWF actief was. Bij het evenement Survivor Series, in november 1996, maakte Johnson officieel zijn wedstrijddebuut als worstelaar en werd een face (fan favoriet).
Drie maanden later, tijdens een aflevering van Monday Night Raw op 13 februari 1997, veroverde Johnson zijn eerste titel door Hunter Hearst Helmsley te verslaan om het WWF Intercontinental Championship. In maart 1997 werd Johnson alsmaar meer aangekondigd als The Rock. Johnson nam het eenmalig op tegen de legendarische worstelaar Bret Hart op 31 maart 1997, maar werd aangevallen door The Hart Foundation. Daarna was Johnson tijdelijk inactief nadat hij een lichte blessure opliep.

#### The Nation of Domination (1997-1998)

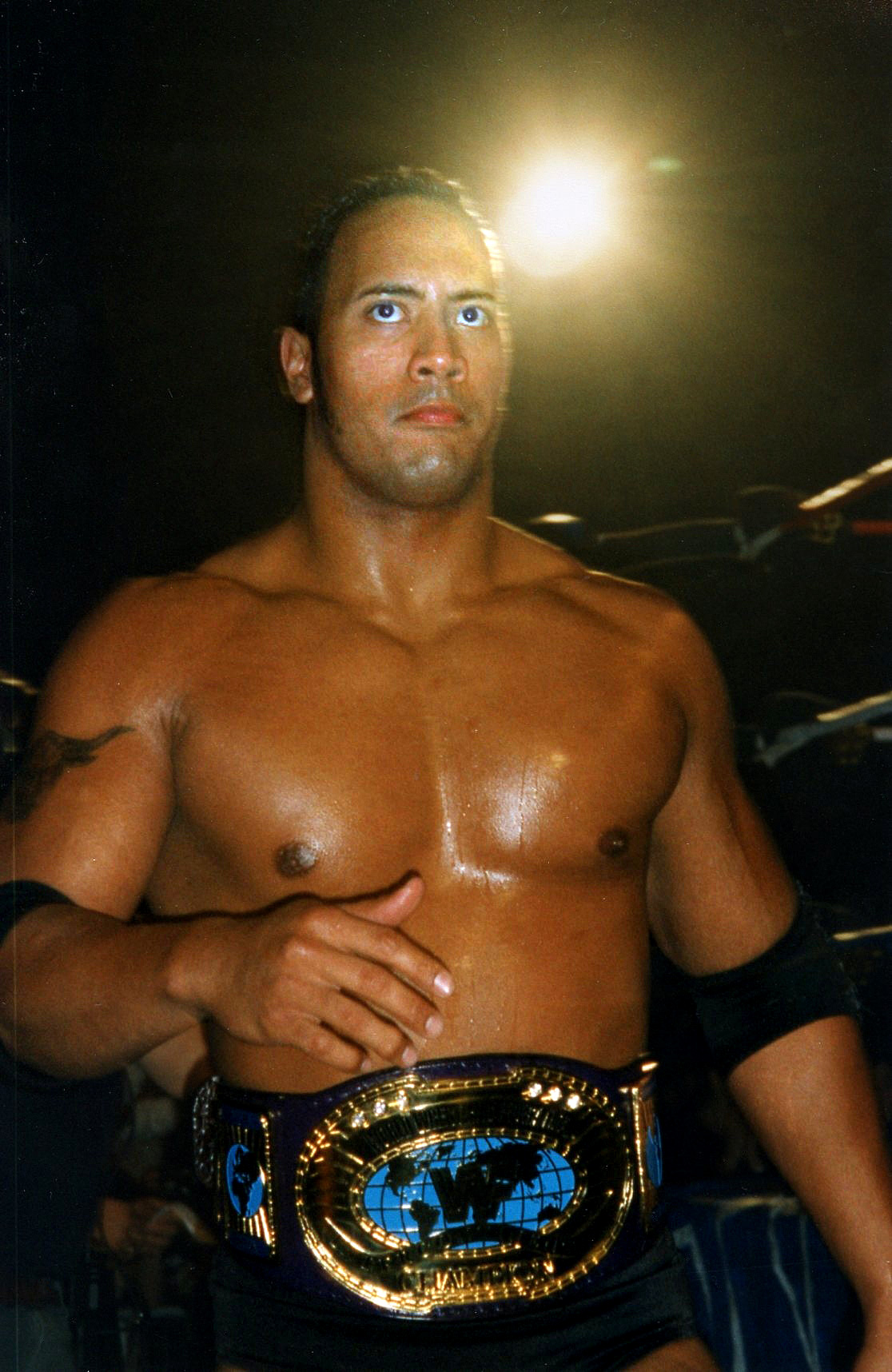
Johnson als Intercontinental Champion in 1998

Johnson werd in augustus 1997 lid van "The Nation of Domination", als partner van leider Faarooq, D'Lo Brown en Kama Mustafa. Johnson werd leider van deze Afro-Amerikaanse groep nadat hij in maart 1998 ex-leider Faarooq verdreef. Na de terugkeer van zijn blessure moest Johnson tijdens een aflevering van RAW is WAR op 28 augustus 1998  het WWF Intercontinental Championship doorgeven aan Owen Hart en zijn personage veranderde in een heel ("schurk").
Johnson verwees naar zichzelf als "The Rock", sprak over zichzelf in de derde persoon-vorm en kleineerde de fans. The Rock daagde Stone Cold Steve Austin uit voor een titelgevecht om het WWF Intercontinental Championship bij het evenement In Your House: D-Generation X, maar verloor van Austin in minder dan zes minuten. Een dag later moest Austin zijn titel verdedigen tegen The Rock. Austin wilde niet verliezen en besloot om de titel te overhandigen aan The Rock. Daarmee eindigde hun (eerste) verhaallijn. De volgende noemenswaardige verhaallijn van The Rock kwam er tegen Faarooq, die niet opgezet was met het feit dat The Rock zijn plaats had ingenomen bij "The Nation of Domination". Het kwam tot een confrontatie bij het evenement Over the Edge: In Your House, waar The Rock het WWF Intercontinental Championship behield. The Rock kreeg het aan de stok met Triple H en D-Generation X.
Bij het evenement Fully Loaded: In Your House won The Rock op een controversiële manier van Triple H, maar moest bij het evenement SummerSlam alsnog de titel afstaan aan Triple H na een spannende ladder match. Bij het evenement Breakdown: In Your House zegevierde The Rock in een driegevecht (jargon: triple threat) tegen Ken Shamrock en "Mankind" Mick Foley volgens de regels van een steel cage match en verwierf een kans op het WWF Championship. The Rock begon ook te disputeren met Mark Henry, die ook lid was van "The Nation". The Rock stapte vervolgens uit de groep.

#### The Corporation (1998–1999)
Johnsons populariteit als "The Rock" katapulteerde hem zienderogen naar het WWF Championship en zijn personage veranderde opnieuw in een "face" ("goede" worstelaar). Bij het evenement Survivor Series versloeg hij "Mankind" Mick Foley  om het vacante WWF Championship. Later veranderde hij in een heel en sloot zich aan bij de corrupte groep van Vince en Shane McMahon, met name "The Corporation". Met het evenement Rock Bottom: In Your House kreeg The Rock zijn eigen pay-per-view, waar Mankind een herkansing verzilverde. Mankind versloeg The Rock met "Mr. Socko", de naam van zijn sok, maar Vince McMahon insisteerde niet veel later dat The Rock kampioen bleef.
The Rock begon dan een verhaallijn naast Mankind en de titel veranderde twee keer van houder. Dat gebeurde in eerste instantie tijdens een aflevering van RAW is WAR op 4 januari 1999 waarin Mankind, met de hulp van Stone Cold Steve Austin, The Rock versloeg. De andere titelwijziging vond plaats bij het evenement Royal Rumble, waar The Rock een "I Quit" match won tegen Mankind en het WWF Championship heroverde.
De tweede heerschappij van The Rock duurde niet lang omdat hij op 31 januari 1999 door Mankind werd verslagen tijdens een aflevering van Sunday Night Heat in een zogeheten "Empty Arena"-wedstrijd, waarin beiden gebruik maakten van zakken popcorn, een vuilniswagen en allerlei wapens. Mankind versloeg The Rock door hem klem te rijden met een vorklift. The Rock won voor de derde keer het WWF Championship door een ladder match te winnen tegen Mankind, wat gebeurde tijdens een aflevering van RAW is WAR op 15 februari 1999. Mankind werd namelijk gedwarsboomd door Big Show.
Bij WrestleMania XV, in maart 1999, moest The Rock de titel verdedigen tegen "Stoned Cold" Steve Austin, maar verloor. Later veranderde zijn personage terug in een "face" nadat hij werd verraden door Shane McMahon. The Rock ging achtereenvolgens de strijd aan met Triple H, The Undertaker en de Corporate Ministry. Rond deze periode versloeg hij Triple H bij het evenement Over the Edge - waar Owen Hart tragisch om het leven kwam -, maar verloor van titelverdediger The Undertaker bij het evenement King of the Ring.

#### The Rock 'n' Sock Connection & WWF Championship (1999-2001)
In het najaar van 1999 vormde The Rock een team met voormalig vijand "Mankind" Mick Foley als "Rock 'n' Sock Connection". The Rock en Mankind wonnen samen drie keer het WWF Tag Team Championship. Het team wordt als een van de meest vermakelijke teams beschouwd in de geschiedenis. In het voorjaar van 2000 nam The Rock deel aan de Royal Rumble. The Rock won de wedstrijd nadat hij Big Show als laatste elimineerde.
The Rock was de nieuwe uitdager voor het WWF Championship bij het evenement No Way Out, maar Big Show viel hem aan met een klapstoel. Bij WrestleMania 2000 kreeg The Rock een herkansing voor het WWF Championship in een kamp waarbij titelverdediger Triple H, Big Show en Mick Foley zijn tegenstanders waren. Elke worstelaar had een McMahon-familielid in hun hoek; Vince McMahon voor The Rock, Stephanie McMahon voor Triple H, Linda McMahon voor Foley en Shane McMahon voor Big Show. Triple H behield de titel nadat Vince hem verraadde en aanviel met een klapstoel.

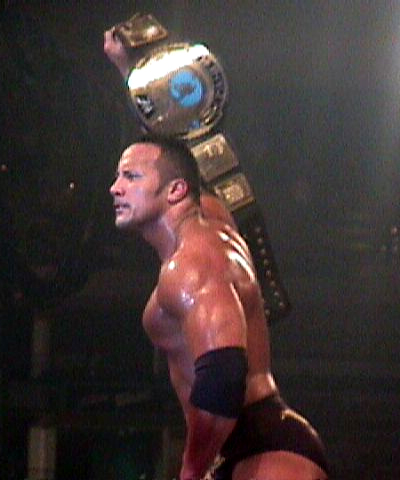
The Rock als WWF Champion in 2001

Hij versloeg Triple H bij het evenement Backlash en behaalde voor de vierde keer het WWF Championship. The Rock kreeg hulp van Stone Cold Steve Austin, die Triple H aanviel. The Rock moest de titel verdedigen in een Iron Man match bij het evenement Judgment Day, waar Shawn Michaels als gastscheidsrechter fungeerde. The Rock werd gediskwalificeerd en verloor de titel aan Triple H nadat The Undertaker, die terugkeerde, Triple H aanviel. Een dag later nam hij wraak en samen met The Undertaker viel The Rock de "McMahon-Helmsley Faction" aan.
The Rock won voor de 5e keer het WWF Championship nadat hij samen met Kane en The Undertaker won van Vince McMahon, Shane McMahon en Triple H, meer bepaald bij het evenement King of the Ring. Later verdedigde The Rock meermaals met succes de titel tegen worstelaars zoals Chris Benoit, Kurt Angle, Triple H, Kane, The Undertaker en Shane McMahon. Hij versloeg Triple H en Kurt Angle bij het evenement SummerSlam in augustus 2000, maar moest het WWF Championship doorgeven aan Kurt Angle bij het evenement No Mercy. Tussendoor had The Rock een verhaallijn naast Rikishi, wat leidde tot een kamp bij het evenement Survivor Series die The Rock won. Rikishi overreed "Stone Cold" Steve Austin met een auto, in opdracht van The Rock. Uiteindelijk bleek Triple H de opdrachtgever te zijn.
The Rock nam toen deel aan een unieke Six Way Hell in a Cell match voor het WWF Championship bij het evenement Armageddon in december 2000, maar Kurt Angle slaagde erin de titel te behouden. Tussendoor won The Rock samen met The Undertaker een keer het WWF Tag Team Championship, waarna ze de titels kwijtspeelden aan Edge en Christian. In het voorjaar van 2001 zette The Rock zijn jacht op het WWF Championship verder tegen Kurt Angle. Ze moesten het tegen elkaar opnemen bij het evenement No Way Out, waar The Rock voor de 6e keer het WWF Championship veroverde.
The Rock werd vervolgens opnieuw uit zijn tent gelokt door "Stone Cold" Steve Austin, die de Royal Rumble had gewonnen in januari 2001. Austin daagde hem uit voor het WWF Championship bij WrestleMania X-Seven, waar The Rock de titel moest afstaan mede dankzij de hulp van Vince McMahon. Een dag later liet The Rock een herkansing onbenut in een steel cage match. Tijdens de wedstrijd maakte Triple H zijn terugkeer en kwam naar de ring met een voorhamer. Men dacht dat hij The Rock zou helpen, maar in plaats daarvan smeedde Triple H plannen met Austin en McMahon als The Two-Man Power Trip. Vervolgens was The Rock even inactief omdat hij filmopnames draaide voor The Mummy Returns.

#### The Invasion (2001)
Eind juli 2001 keerde The Rock terug en moest beslissen of hij de kant zou kiezen van "The WWF" of "The Alliance" - dat laatste was een combinatie van de worstelpromoties WCW en ECW - tijdens de fameuze verhaallijn The Invasion. Hij koos uiteindelijk voor de WWF. Later versloeg hij Booker T om het door WWF overgenomen WCW World Heavyweight Championship bij het evenement SummerSlam in augustus 2001.
The Rock won samen met Chris Jericho het WWF Tag Team Championship bij het evenement No Mercy, maar later op de avond moest The Rock zijn WCW World Heavyweight Championship afstaan aan Jericho. Tijdens een aflevering van Monday Night Raw op 5 november 2001 heroverde The Rock het WCW World Heavyweight Championship door Jericho te verslaan. Door de strijd aan te gaan met "The Alliance" was hij betrokken in een "Winner Takes All"-wedstrijd bij het evenement Survivor Series. The Rock versloeg "Stone Cold" Steve Austin, die lid was van The Alliance, en borg "The Alliance" eens en voor altijd op.

#### WWF Undisputed Championship en laatste verhaallijnen (2001–2003)
The Rock sloot het jaar 2001 af door het WCW World Heavyweight Championship te verliezen aan Chris Jericho bij het evenement Vengeance, waardoor Jericho zich de eerste WWF Undisputed Champion mocht noemen. Jericho had namelijk ook het WWF Championship in zijn bezit. The Rock ging door met Jericho en daagde hem in januari 2002 uit voor het WWF Undisputed Championship bij het evenement Royal Rumble, maar verloor.
Een paar weken voor WrestleMania X8 had The Rock een woordenwisseling met Hulk Hogan en New World Order (nWo). Dat laatste resulteerde in een "Icon vs. Icon"-confrontatie bij WrestleMania X8, waar The Rock zegevierde. Johnson behaalde voor de 7e keer het WWF (Undisputed) Championship bij het evenement Vengeance met een overwinning tegen The Undertaker en Kurt Angle. The Rock moest de titel afstaan aan Brock Lesnar bij het evenement SummerSlam. Lesnar werd via deze weg de jongste WWE Champion in de geschiedenis. Daarna lastte Johnson een pauze in.
In januari 2003 maakte The Rock zijn terugkeer, maar werd door fans uitgejouwd als gevolg van zijn afwezigheid door toenemend acteerwerk. Later bekritiseerde Johnson publiekelijk Hulk Hogan, wat zich voordeed tijdens een aflevering van Friday Night SmackDown!.

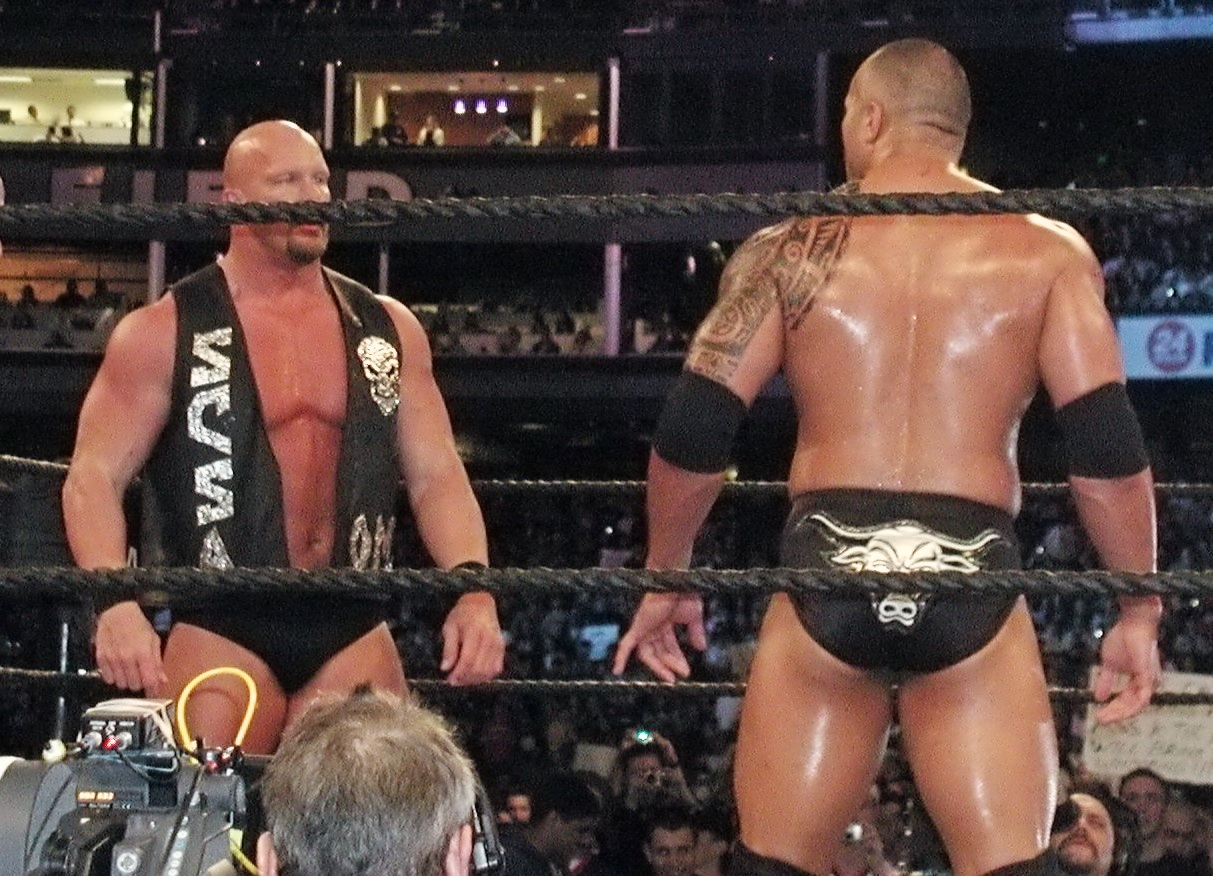
Stone Cold Steve Austin en The Rock in 2003

Wanneer Stone Cold Steve Austin ook zijn terugkeer maakte, kreeg The Rock het een laatste keer aan de stok met hem. The Rock bekampte Austin een derde en laatste keer bij WrestleMania XIX op 30 maart 2003 en wist hem uiteindelijk te verslaan. Dit was de laatste wedstrijd van "Stone Cold" Steve Austin als professioneel worstelaar. Vervolgens had The Rock nog een laatste verhaallijn naast Bill Goldberg, maar bij het evenement Backlash verloor The Rock van Goldberg.

#### Sporadische verschijningen & vertrek (2004–2009)
In het voorjaar van 2004 raakte The Rock betrokken in een verhaallijn naast Mick Foley tegen de arrogante worstelgroep Evolution, een team bestaande uit Ric Flair, Randy Orton, Triple H en Dave Batista. Na vijf jaar herenigde The Rock met Foley als Rock 'n' Sock Connection. Het duo worstelde tegen Orton, Flair en Batista bij WrestleMania XX, maar verloor. Een jaar later verscheen Johnson bij WrestleMania 21 om Eugene bij te staan. The Rock maakte daarna zijn opwachting in zijn thuisstad, Miami, en hielp Foley terug te keren naar La Résistance (Rob Conway & Sylvain Grenier).
In 2004 presenteerde hij een "Pie-Eating Contest" tijdens de jaarlijkse WWE Diva Search. Het segment eindigde met een aanval van The Rock op Jonathan Coachman. Johnson verklaarde in enkele interviews dat hij niet langer onder contract stond bij de WWE als professioneel worstelaar. Na een afwezigheid van drie jaar maakte Johnson op 12 maart 2007 zijn terugkeer en "voorspelde" correct dat Bobby Lashley in april Umaga zou verslaan bij WrestleMania 23 als onderdeel van een prestigeslag tussen Donald Trump en Vince McMahon, die werd gepromoot als "Slag van de miljardairs".
Op 29 maart 2008 inducteerde Johnson zijn vader, Rocky Johnson, en zijn grootvader, Peter Maivia, in de WWE Hall of Fame. Tijdens zijn speech stak Johnson de draak met worstelaars als John Cena, Santino Marella, Chris Jericho, Mick Foley, Shawn Michaels en Steve Austin. In september 2009 verscheen Johnson in een show van de minder gekende promotie 'World Xtreme Wrestling' en supporterde voor Sarona Snuka, dochter van zijn vriend en mentor Jimmy Snuka en later bekend als "Tamina" in de WWE. Johnson trok zich twee jaar terug uit de worstelwereld.

#### Terugkeer naar WWE (2011–2019)

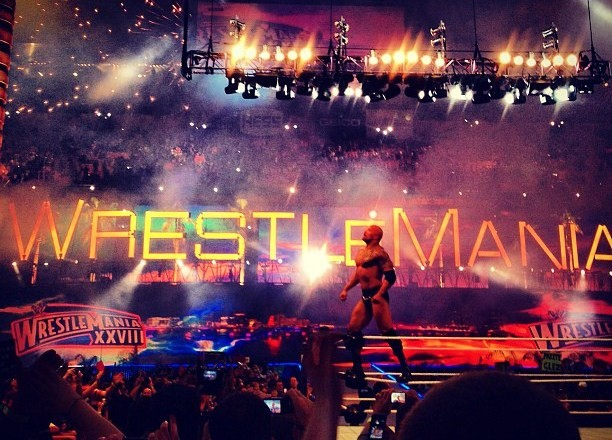
The Rock viert zijn overwinning bij WrestleMania XXVIII

Tijdens een aflevering van Monday Night Raw op 14 februari 2011 werd The Rock aangekondigd als gastheer van WrestleMania XXVII. The Rock gaf een peptalk aan de fans, Michael Cole, The Miz en John Cena. The Rock noemde hem een "big fat bowl of Fruity Pebbles" (over de kleurrijke T-shirts van Cena) en antwoordde op Cena's interview van een jaar eerder. Johnson confronteerde Cena, met wie hij overhoop lag op de sociale netwerken.
Bij WrestleMania XXVII, in april 2011, opende Johnson de show en verscheen tijdens de voornaamste wedstrijd, waarin John Cena en titelverdediger The Miz het tegen elkaar opnamen voor het WWE Championship. De wedstrijd eindigde in een gelijkspel, maar The Rock herstartte de wedstrijd. The Rock roerde zich en viel zowel The Miz als Cena aan, maar The Miz kon toch vasthouden aan de titel.
Een dag later daagde Cena hem uit voor een confrontatie bij WrestleMania XXVIII en The Rock accepteerde zijn uitdaging. Tijdens een aflevering van Monday Night Raw op 2 mei 2011 gaf The Rock een verrassend live-optreden in zijn thuisstad, Miami om zijn 39ste verjaardag te vieren. In de aanloop naar WrestleMania XXVIII intimideerden The Rock en Cena elkaar herhaaldelijk. The Rock won de heroïsche wedstrijd van John Cena.
Nog in het jaar 2012, met name tijdens de special Raw 1000, kondigde Johnson aan dat hij in januari 2013 bij het evenement Royal Rumble voor het WWE Championship zou vechten. The Rock versloeg CM Punk en veroverde het WWE Championship. In april 2013 moest hij de titel afstaan aan Cena bij WrestleMania 29, tot op heden de laatste officiële wedstrijd van The Rock als professioneel worstelaar.
Johnson was te gast bij WrestleMania 32 en WrestleMania 33, maar gaf sindsdien zelden een acte de présence.

## Acteercarrière
Johnson begon zijn acteercarrière in televisieseries. In 1999 speelde hij de rol van zijn eigen vader in een aflevering van That '70s Show en in een aflevering van Star Trek: Voyager speelde hij een buitenaardse worstelaar.
In 2001 verscheen Johnson op het witte doek in de film The Mummy Returns. Johnsons eerste filmhoofdrol was in The Scorpion King in 2002 en in de jaren daarop werd hij een bekend gezicht in Hollywood. In 2016 was hij 's werelds best betaalde acteur. Voor zijn filmwerk kreeg Johnson in 2017 een ster op de Hollywood Walk of Fame. In 2021 maakte Dwayne Johnson bekend de volgende James Bond-acteur te willen worden.

## In worstelen
- Finishers
  - People's Elbow
  - Rock Bottom
- Signature moves
  - Running shoulderbreaker
  - Diving crossbody
  - Arm wrench inside cradle
  - Double leg takedown spinebuster
  - Float–over DDT
  - Flowing snap DDT, occasionally preceded by an arm twist
  - Kip–up
  - Running swinging neckbreaker
  - Running thrust lariat
  - Samoan drop
  - Scoop slam
  - suplex
  - belly to belly overhead suplex
- Managers
  - Debra
  - Vince McMahon
  - Shane McMahon
- Theme songs
  - The Rock - 1st theme song
  - The Rock - 2nd theme song
  - The Rock 4th Theme (Nation)
  - The Rock's 2003 Heel Theme
  - The Rock 4th Theme With Custom Titantron (Rocky Maivia)
  - The Rock 24th Theme Song (Electrifying)

## Uitspraken
Johnson staat bekend om zijn vele uitspraken die bij elk van zijn optredens (in de WWF/WWE) weer terugkomen. Een paar daarvan zijn:
- "Know your role, and shut your mouth"
- "IT DOESN'T MATTER WHAT YOU THINK!"
- "The Rock is gonna take his size 14 boot, lube it up real good, turn that sumbitch sideways, and stick it straight up your candy ass"
- "Finally, The Rock has come back to.. (gevolgd door de stad waar hij is)"
- "If you smeeeeeeelalalalou, what The Rock is cooking! gevolgd door "The Peoples Eyebrow"
- "The Rock is... the MOST electrifying man in ALL of entertainment, if you smell, what The Rock is cooking!"
- "How's your lips?" (cause they're gonna get slapped of your face)"
- "Tell the Rock... Along... with the millions!!! (publiek: and millions!) of Rock fans!"
- "That is a guaran-damn-tee!"
- "The Rock is gonna do to you exactly what he does best and that's layeth the smacketdown on your (roody poo)candy ass!"
- "Tonight you're going home with The Rock's black boot shuffed right up your ass!"
- "What in the blue hell are you thinking!"
- "Its about drive its about power!”

## Prestaties
- Pro Wrestling Illustrated
  - PWI Match of the Year (1999) vs. Mankind in een "I Quit" match in Royal Rumble
  - PWI Match of the Year (2002) vs. Hulk Hogan in WrestleMania X8
  - PWI Most Popular Wrestler of the Year (1999, 2000)
  - PWI Wrestler of the Year (2000)
- United States Wrestling Association
  - USWA World Tag Team Championship (2 keer met Bart Sawyer)
- World Wrestling Federation/Entertainment
  - WCW Championship (2 keer)
  - WWF/WWE Championship (8 keer)
  - WWF Intercontinental Championship (2 keer)
  - WWF Tag Team Championship (5 keer; 3x met Mankind, 1x met The Undertaker en 1x met Chris Jericho)
  - Royal Rumble (2000)
  - Triple Crown Championship (6de)
  - Slammy Award
    - "New Sensation" (1997)
    - "Game Changer of the Year" (2011) – met John Cena
    - "Guess Who's Back or: Return of the Year" (2011)
    - "LOL! Moment of the Year" (2012)
- Wrestling Observer Newsletter awards
  - Best Box Office Draw (2000)
  - Best Gimmick (1999)
  - Best on Interviews (1999, 2000)
  - Most Charismatic (1999–2002)
  - Most Improved (1998)
  - Wrestling Observer Newsletter Hall of Fame (Class of 2007)

## Top-10 hoogst gequoteerde wedstrijden
Hieronder volgt een lijst op basis van beoordelingen van wedstrijden van The Rock (Dwayne Johnson) door journalist Dave Meltzer van Wrestling Observer Newsletter, het hoogst aangeschreven tijdschrift over professioneel worstelen ter wereld:
| Evenement                       | Datum            | Kampioenschap (optioneel)         | Wedstrijd | Winnaar                        | Beoordeling door WON |
| ------------------------------- | ---------------- | --------------------------------- | --- | ------------------------------ | -------------------- |
| WWF Armageddon 2000             | 10 december 2000 | WWF Championship                  | Kurt Angle (c) vs. Rikishi vs. "Stone Cold" Steve Austin vs. The Undertaker vs. Triple H vs. The Rock in een Hell in a Cell match                                                                                        | Kurt Angle (c)                 | **** ½               |
| WrestleMania 17                 | 1 april 2001     | WWF Championship                  | The Rock (c) vs. "Stone Cold" Steve Austin | "Stone Cold" Steve Austin (nc) | **** ½               |
| WWF No Mercy 2001               | 21 oktober 2001  | WCW Championship                  | The Rock (c) vs. Chris Jericho | Chris Jericho (nc)             | **** ½               |
| WWF Survivor Series 2001        | 18 november 2001 | n.v.t.                            | Team WWF (The Rock, The Undertaker, Chris Jericho, Kane & Big Show) vs. Team Alliance (Booker T, Kurt Angle, Rob Van Dam, Shane McMahon & "Stone Cold" Steve Austin)                                                     | Team WWF                       | **** ½               |
| WWE Vengeance 2002              | 21 juli 2002     | WWE Undisputed Championship       | The Undertaker (c) vs. Kurt Angle vs. The Rock | The Rock (nc)                  | **** ½               |
| WWF SummerSlam 1998             | 30 augustus 1998 | WWF Intercontinental Championship | The Rock (c) vs. Triple H in een Ladder match | Triple H (nc)                  | **** ¼               |
| WWF Backlash 1999               | 25 april 1999    | WWF Championship                  | "Stone Cold" Steve Austin (c) vs. The Rock | "Stone Cold" Steve Austin (c)  | **** ¼               |
| WWF RAW is WAR (aflevering 350) | 7 februari 2000  | n.v.t.                            | Too Cool (Grandmaster Sexay, Scotty 2 Hotty & Rikishi) & Rock 'n' Sock Connection ("Cactus Jack" Mick Foley & The Rock) vs. The Radicalz (Chris Benoit, Dean Malenko & Perry Saturn) & D-Generation X (Triple H & X-Pac) | The Radicalz & D-Generation X  | **** ¼               |
| WWF Fully Loaded 2000           | 23 juli 2000     | WWF Championship                  | The Rock (c) vs. Chris Benoit | The Rock (c)                   | **** ¼               |
| WWF No Mercy 2000               | 22 oktober 2000  | WWF Championship                  | The Rock (c) vs. Kurt Angle | Kurt Angle (nc)                | **** ¼               |

## Concerten
Tijdens de WWE heeft Johnson in 2003 twee 'concerten' gegeven. Het eerste concert vond plaats voor Wrestlemania 19 en was gericht tegen zijn tegenstander Stone Cold Steve Austin. Het tweede concert vond plaats voor Backlash en was gericht tegen Bill Goldberg.
Tijdens beide concerten speelde Johnson een heel en kraakte hij in zijn concerten zijn tegenstander en de stad waar hij op dat moment was af.